# Jana Zátková
Jana Anna Kateřina Zátková, před rokem 1918 též německy Johanna Anna Katharina, rozená Klavíková (30. dubna 1859 České Budějovice – 20. září 1933 Libníč) byla česká spolková činovnice, sufražetka a feministka působící v Českých Budějovicích, spoluzakladatelka a dlouholetá předsedkyně místního ženského spolku Ludmila, manželka advokáta, politika a poslance Českého zemského sněmu Augusta Zátky z vlivného českobudějovického rodu Zátkových. Patřila k předním osobnostem českého ženského emancipačního hnutí v jižních Čechách.

## Život

### Mládí
Narodila se v Českých Budějovicích do dobře situované německy mluvící rodiny, byla vnučkou bývalého budějovického starosty Františka Josefa Klavíka. Vychodila českou klášterní dívčí školu U svatého Josefa. Roku 1878 se v Českých Budějovicích provdala za advokáta Augusta Zátku, syna místního podnikatele a politika Hynka Zátky. Díky manželovi čím dál více tíhla k českému jazyku a vlastenectví.

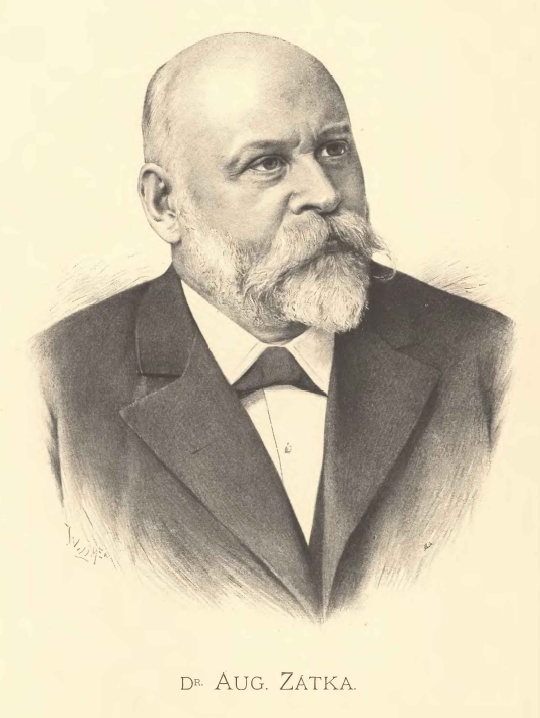
Manžel August Zátka, advokát a politik

### Spolková činnost
Dne 5. června 1885 se stala spoluzakladatelkou a první předsedkyní ženského spolku Ludmila, v myšlence navazujícího na činnost Spolku svaté Ludmily působícího v Praze pod vedením Marie Riegrové-Palacké, angažujícího se posléze mimo jiné v podpoře vzdělávání žen. Jednalo se o první ženský spolek ve městě a nejspíše první v celých jižních Čechách. Jen týden poté, 12. června, vznikl ve městě německý ženský spolek Erster deutscher Frauen-und Mädchenverein (První německý ženský a dívčí spolek), což poukazuje na nevraživost české a německé komunity ve městě, stejně jako v celé rakouské říši.
Spolek se stal jedním z prvních ženských mimopražských klubů v zemích koruny České, zasadil se mj. o zřízení pensionátu Jihočeská Vesna, po vzoru ženského spolku Vesna v Brně, a dívčího lycea, odborné školy pro ženská povolání, posléze též o vznik Ústavu pro vzdělání učitelek domácích nauk, připravujícím k zaměstnání budoucí učitelky. Funkci předsedkyně zastávala Zátková až do své smrti.

### Úmrtí
Jana Zátková zemřela 20. září 1933 v rodinné vile v Libníči nedaleko Českých Budějovic ve věku 74 let. Pohřbena byla, posléze spolu se svým manželem, v rodinné hrobce na hřbitově u sv. Otýlie (u jižní ohradní zdi, hrobky vpravo č. 69).

### Rodina
Roku 1878 se v Českých Budějovicích provdala za Augusta Zátku, se kterým měli tři děti: Olgu, Bohumilu a Vlastislava. Manžel zemřel roku 1935.
Spolek Ludmila oficiálně zanikl roku 1950 sloučením s jednou z odnoží ROH.